# Fergana Challenger 2011
Il Fergana Challenger 2011 è stato un torneo professionistico di tennis maschile giocato sul cemento. È stata la 12ª edizione del torneo, che fa parte dell'ATP Challenger Tour nell'ambito dell'ATP Challenger Tour 2011. Si è giocato a Fergana in Uzbekistan dal 16 al 21 maggio 2011.

## Partecipanti

### Teste di serie
| Nazionalità   | Giocatore         | Ranking* | Testa di serie |
| ------------- | ----------------- | -------- | -------------- |
| Israele       | Dudi Sela         | 147      | 1              |
| Giappone      | Yūichi Sugita     | 206      | 2              |
| Thailandia    | Danai Udomchoke   | 241      | 3              |
| Russia        | Evgenij Kirillov  | 275      | 4              |
| Russia        | Denis Matsukevich | 277      | 5              |
| Australia     | Greg Jones        | 299      | 6              |
| Sudafrica     | Raven Klaasen     | 304      | 7              |
| Nuova Zelanda | Michael Venus     | 315      | 4              |

- Ranking al 9 maggio 2011.

### Altri partecipanti
Giocatori che hanno ricevuto una wild card:
- Temur Ismailov
- Bobur Kamiljanov
- Levan Mamtadzhi
- Abduvoris Saidmukhamedov

Giocatori che sono passati dalle qualificazioni:
- Ilya Belyaev
- Richard Muzaev
- Vitali Reshetnikov
- Alexander Rumyantsev
- Ervand Gasparyan (Lucky Loser)

## Campioni

### Singolare
Dudi Sela ha battuto in finale  Greg Jones con il punteggio di 6–2, 6–1

### Doppio
John Paul Fruttero /  Raven Klaasen hanno battuto in finale  Im Kyu-tae /  Danai Udomchoke con il punteggio di 6–0, 6–3